# Puerto Rico en los Juegos Paralímpicos de Londres 2012
Puerto Rico estuvo representado en los Juegos Paralímpicos de Londres 2012 por dos deportistas masculinos. El equipo paralímpico puertorriqueño no obtuvo ninguna medalla en estos Juegos.